# ボバン・ニコロフ
ボバン・ニコロフ（マケドニア語: Бобан Николов、1994年7月28日 - ）は、北マケドニアのサッカー選手。北マケドニア代表。ポジションはMF。

## クラブ歴
2012年にゲオルゲ・ハジ・フットボール・アカデミーからFCヴィトルル・コンスタンツァに加入、2013年3月8日のCSガズ・メタン・メディアシュ戦でリーガ1デビュー。5月19日のFCステアウア・ブカレスト戦でリーガ1初得点。
2015年にFKバルダールに加入し母国復帰。その後、2018年にネムゼティ・バイノクシャーグIのヴィデオトンFCに加入した。
2021年1月19日、USレッチェに移籍した。

## 代表歴
2016年5月29日に行われたアゼルバイジャン代表戦でA代表初出場。2017年3月24日の2018 FIFAワールドカップ・ヨーロッパ予選グループGのリヒテンシュタイン代表戦で代表初得点。

## 個人成績
2018年3月20日現在
代表での得点一覧
| # | 日附           | 場所                         | 対戦相手           | 得点 | 結果 | 大会                        |
| - | -------------- | ---------------------------- | ------------------ | ---- | ---- | --------------------------- |
| 1 | 2017年3月24日  | ラインパーク・シュタディオン | リヒテンシュタイン | 1–0  | 3–0  | 2018 FIFAワールドカップ予選 |
| 2 | 2019年11月19日 | ピリッポス2世アレナ          | イスラエル         | 1–0  | 1–0  | UEFA EURO 2020予選          |